# Іванувка (Білостоцький повіт)
Іванувка (пол. Iwanówka) — село в Польщі, у гміні Туроснь-Косьцельна Білостоцького повіту Підляського воєводства.
Населення — 183 особи (2011).
У 1975-1998 роках село належало до Білостоцького воєводства.

## Демографія
Демографічна структура станом на 31 березня 2011 року:
|          | Загалом | Допрацездатний вік | Працездатний вік | Постпрацездатний вік |
| -------- | ------- | ------------------ | ---------------- | -------------------- |
| Чоловіки | 91      | 23                 | 60               | 8                    |
| Жінки    | 92      | 25                 | 45               | 22                   |
| Разом    | 183     | 48                 | 105              | 30                   |